# لیگ برتر فوتبال زنان ایران ۹۸–۱۳۹۷

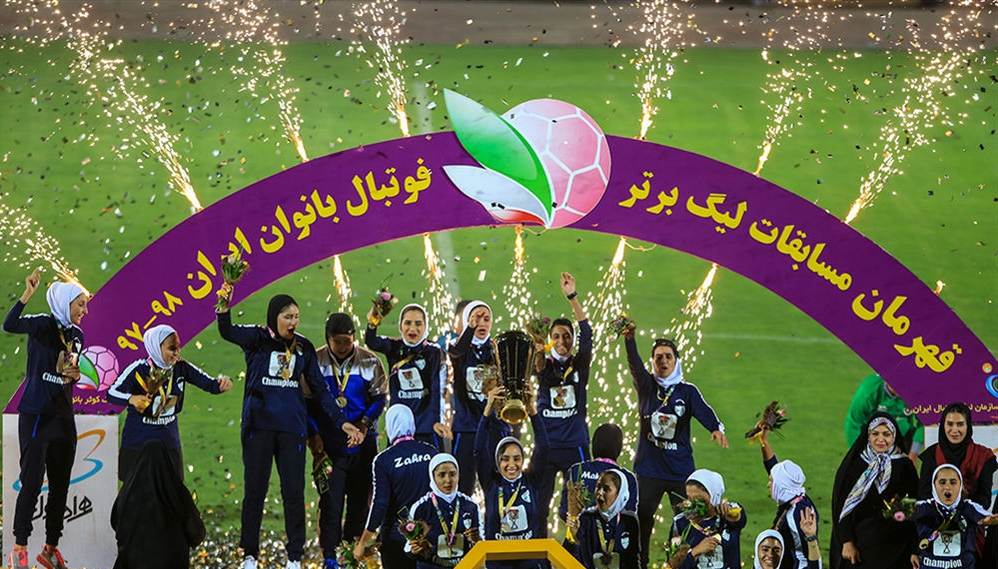
تصویر خوشحالی بازیکنان شهرداری بم قهرمان لیگ ۹۸–۱۳۹۷ پس از بازی پایانی در تیر ۱۳۹۸.

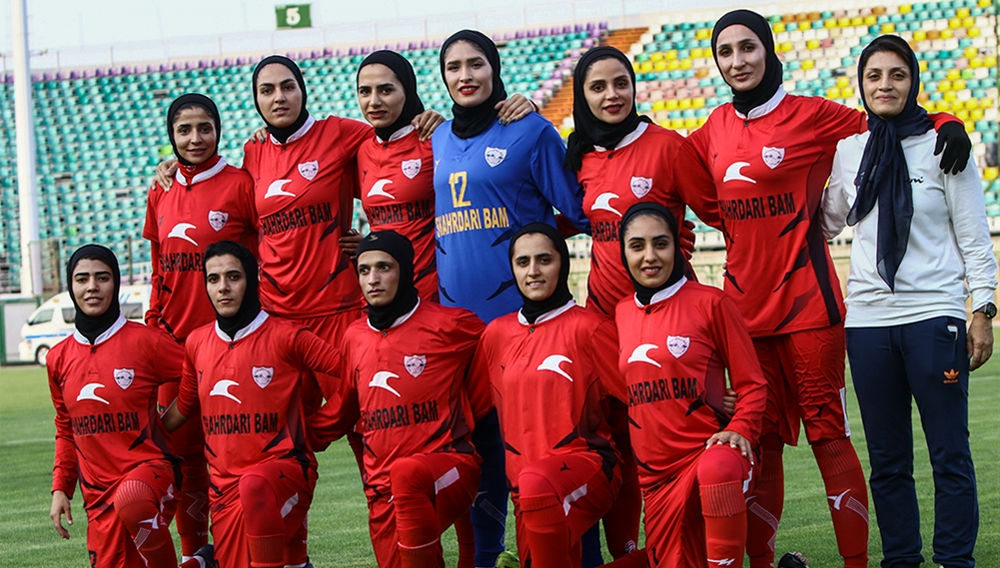
تصویر تیم شهرداری بم قهرمان لیگ ۹۸–۱۳۹۷ پیش از دیدار پایانی مقابل ذوب آهن اصفهان، تیر ۱۳۹۸.

لیگ برتر فوتبال زنان ایران ۹۸–۱۳۹۷ یازدهمین دوره مسابقات لیگ کوثر بانوان فوتبال ایران و بالاترین سطح مسابقات باشگاهی فوتبال بانوان در ایران می‌باشد. طبق روال گذشته در این دوره نیز ۱۲ تیم حضور داشتند. تیم شهرداری بم، که با مربیگری مرضیه جعفری در این مسابقات شرکت کرده بود، بدون شکست، با هفت گل خورده و تنها یک تساوی مقابل شهرداری سیرجان با اقتدار ششمین قهرمانی‌اش در لیگ برتر را جشن گرفتند.
قنبری که در تمام بازی‌ها گل زنی کرده بود با ۵۱ گل زده رکورد سارا قمی در فصل ۹۱ را شکست و با برتری مطلق جام خانم گلی لیگ زنان ایران را نصیب خود کرد. هاجر دباغی، سارا قمی، افسانه چترنور و زهرا حاتم‌نژاد نیز به ترتیب با ۳۳٬۳۳٬۳۳ و ۲۱ گل دیگر گل زنان برتر مسابقات بودند.

## تیم‌های حاضر در این فصل

### شهر و ورزشگاه
| باشگاه                | شهر        | ورزشگاه     | توضیحات |
| --------------------- | ---------- | ----------- | --- |
| ملوان بندر انزلی      | بندر انزلی |             | |
| آذرخش تهران           | تهران      | هنگام       | |
| پارس جنوبی جم         | بوشهر      | شهید بهشتی  | |
| پالایش گاز ایلام      | ایلام      | تختی ایلام  | |
| سپیدار مازندران       | قائمشهر    |             | |
| ذوب آهن اصفهان        | اصفهان     | فولادشهر    | |
| راهیاب ملل مریوان     | مریوان     | شهید ملک‌نیا | |
| سپاهان اصفهان         | اصفهان     | صفائیه      | |
| شهرداری بم            | بم         | فجر بم      | |
| شهرداری سیرجان        | سیرجان     | تختی سیرجان | |
| زاگرس شیراز           | شیراز      | پارس        | این تیم با نام خلیج فارس شیراز در دور اول شرکت کرد و در دور برگشت تحت پوشش باشگاه لُران زاگرس قرار گرفت و تغییر نام پیدا کرد. |
| همیاری آذربایجان غربی | ارومیه     | تختی ارومیه | |

## جدول پایانی لیگ
| #  | تیم               | بازی | زده | خورده | برد | تساوی | باخت | تفاضل | امتیاز |
| ۱  | شهرداری بم        | ۲۲   | ۱۱۲ | ۷     | ۲۱  | ۱     | ۰    | ۱۰۵   | ۶۴     |
| ۲  | شهرداری سیرجان    | ۲۲   | ۹۰  | ۹     | ۱۸  | ۳     | ۱    | ۸۱    | ۵۷     |
| ۳  | سپاهان اصفهان     | ۲۲   | ۷۷  | ۲۳    | ۱۵  | ۱     | ۶    | ۵۴    | ۴۶     |
| ۴  | راهیاب ملل مریوان | ۲۲   | ۶۳  | ۲۸    | ۱۳  | ۴     | ۵    | ۳۵    | ۴۳     |
| ۵  | ذوب آهن اصفهان    | ۲۲   | ۵۸  | ۲۳    | ۱۲  | ۴     | ۶    | ۳۵    | ۴۰     |
| ۶  | ملوان بندرانزلی   | ۲۲   | ۵۰  | ۲۱    | ۱۱  | ۴     | ۷    | ۲۹    | ۳۷     |
| ۷  | پالایش گاز ایلام  | ۲۲   | ۳۸  | ۳۳    | ۱۰  | ۲     | ۱۰   | ۵     | ۳۲     |
| ۸  | همیاری ارومیه     | ۲۲   | ۴۱  | ۴۵    | ۶   | ۳     | ۱۳   | -۴    | ۲۱     |
| ۹  | پارس جنوبی بوشهر  | ۲۲   | ۲۳  | ۷۷    | ۴   | ۱     | ۱۷   | -۵۴   | ۱۳     |
| ۱۰ | لران زاگرس        | ۲۲   | ۱۰  | ۹۱    | ۳   | ۳     | ۱۶   | -۸۱   | ۱۲     |
| ۱۱ | آذرخش تهران       | ۲۲   | ۱۰  | ۱۲۷   | ۳   | ۱     | ۱۸   | -۱۱۷  | ۱۰     |
| ۱۲ | سپیدار قائمشهر    | ۲۲   | ۱۱  | ۹۹    | ۲   | ۱     | ۱۹   | -۸۸   | ۷      |

منبع: https://web.archive.org/web/20190905092055/https://footballdokht.ir/women_league_table.html
در پایان تیم شهرداری بم با ۶۴ امتیاز و بدون شکست قهرمان لیگ شد.

## قهرمان
| قهرمان لیگ برتر کوثر ۹۸–۱۳۹۷ |
| ---------------------------- |
| شهرداری بم                   |
| ششمین عنوان                  |

## اعضای تیم قهرمان
اعضای تیم قهرمان شهرداری بم در این مسابقات عبارت است از: مهدیه مولایی، زهرا خواجوی، کویستان خسروی، سمیه اسدیان، نرگس کوهستانی، شهناز جعفری، زینب چوبین، زهرا سربالی، زهرا کوهستانی، فاطمه گرایلی، سمانه چهکندی، عاطفه رمضانی، مونا حمودی، الهام انصاری، بهناز طاهرخانی، زهرا قنبری، انیس ولندیاری به سرمربی‌گری: مرضیه جعفری